# Sant Andreu de Castanyet
Sant Andreu de Castanyet és un monument del municipi de Santa Coloma de Farners (Selva) inclòs en l'Inventari del Patrimoni Arquitectònic de Catalunya.

## Descripció

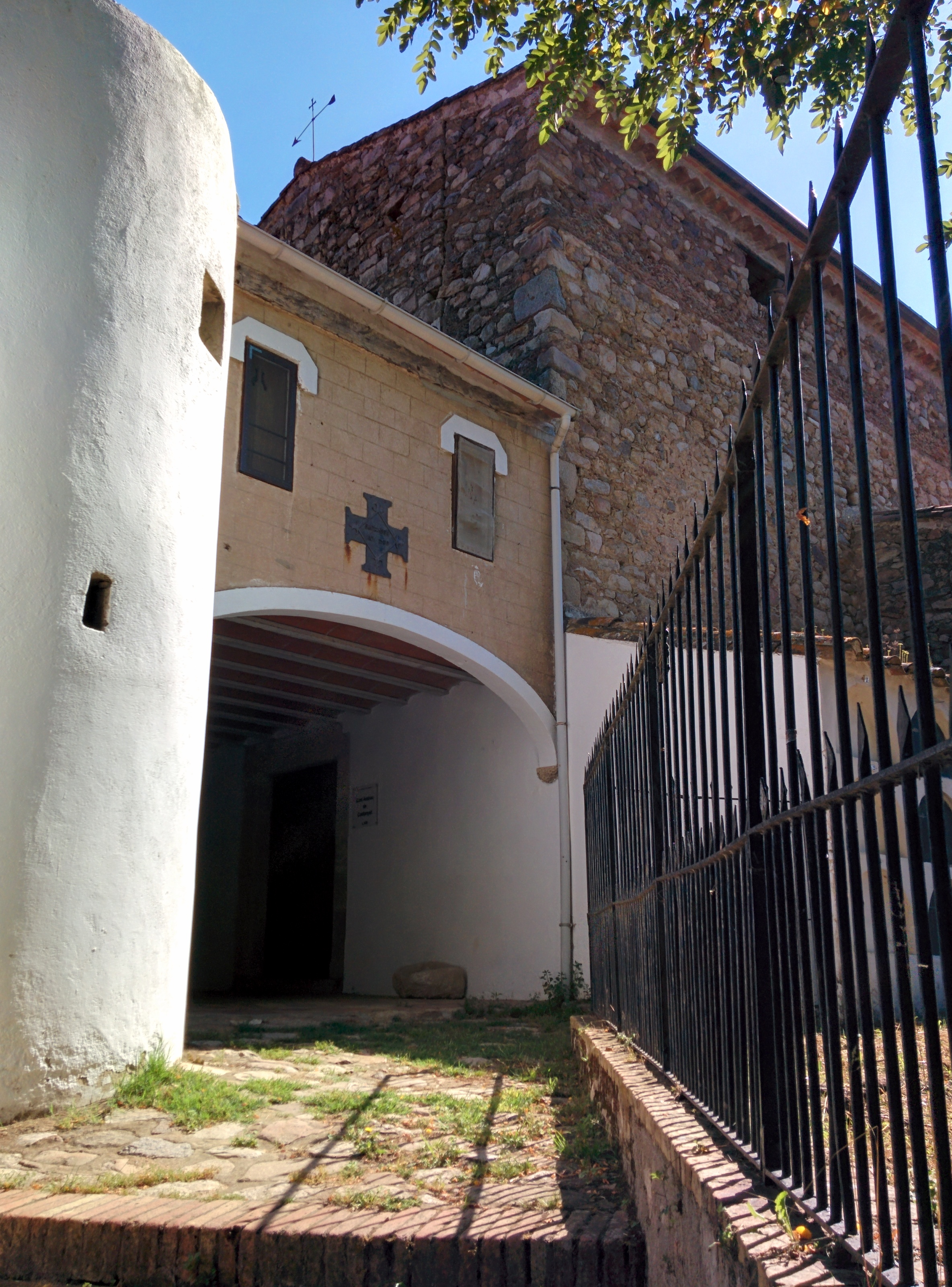
Entrada a l'església de Castanyet

L'edifici, és de factura probablement romànica, molt retocada. Es troba adossat a la rectoria del segle xviii, una finestra de la qual té la inscripció a la llinda de 1618 i a la portalada de 1757.
El temple està compost per un absis semicircular situat a llevant (de 5 m x 3 m), del qual només s'observa la capçalera perquè en els seus costats s'hi ha afegit la sagristia, té planta rectangular al sud i una petita dependència semicircular al nord que aprofita la paret del campanar, aquest, de planta quadrada i coberta piramidal, amb quatre finestrals d'arc de mig punt i els murs revocats amb morter i calç. La campana és de bronze, de l'any 1940.
Quan a l'accés, la porta d'entrada es troba sota un cobert de nova construcció, d'arc rebaixat que comunica amb l'antiga rectoria i està formada per carreus granítics a cada brancal, una llinda a terra i un dintell superior. A la façana d'aquesta entrada, damunt l'arc rebaixat, hi ha una creu de ferro amb la inscripció "Santa missió any 1930".
L'interior de l'església és d'una sola nau (de 20 metres de llarg per 6 d'ample). A cada costat té dues capelles que comuniquen dos a dos i a l'esquerra una cambra més gran que sobresurt del lateral, amb la pila baptismal i l'escala del cor que és de fusta. La nau, amb volta de canó, acaba en el presbiteri amb l'absis de volta semicircular, el qual està decorat amb pintures de l'any 1955. Es troben en mal estat i representen escenes de la vida de Sant Andreu. Les dues capelles, amb arc renaixentista, s'uneixen a la volta principal amb petxines. La primera capella de la dreta té un retaule de la Dolorosa.
Damunt la porta, una rosassa vidriada dibuixa una estrella de vuit puntes i dona llum a l'interior, així com la finestra rectangular de sobre la segona capella de la dreta, també amb vidre de colors i am la representació del Sagrat Cor. A fora, davant la rectoria i al costat de l'església es conserva el cementiri, que es troba tancat amb una reixa de ferro forjat que porta la data de 1827.

## Història
El temple, el trobem esmentat en documents del segle xiii i consta al registre diocesà del segle xiv com a parròquia. Al segle xviii el bisbe va exigir que s'acabés l'església i es recomanava fer una capta entre tots els veïns per acabar les obres. El 1746 es va donar un termini d'un any per finalitzar les obres sota pena d'excomunió. Els tres altars de Castanyet al s. XVIII corresponien a l'altar major, el de la Beata Maria del Roser i el de sant Bartomeu.
La parròquia de Sant Andreu de Castanyet es caracteritzà per la seva deixadesa per això al llarg del s.XVIII les visites pastorals exigien que s'acabés l'església fins al punt que el 1746 s'ordenà a acabar les obres en un any sota pena d'excomunió.
L'església està dedicada a Sant Andreu, un dels dotze apòstols, germà de Sant Pere i dels primers que van seguir a Crist. Solter i pescador, Sant Andreu va ser testimoni del primer miracle de Jesucrist, la multiplicació dels pans i dels peixos. Va evangelitzar els escites, les colònies gregues del Ponto Euxino, predicà a Bizanci i va ser martiritzat i mort a Petras l'any 95, en una creu en forma d'aspa.